# Campionati mondiali juniores di skeleton 2015
I Campionati mondiali juniores di skeleton 2015, tredicesima edizione della manifestazione organizzata dalla Federazione Internazionale di Bob e Skeleton, si sono disputati il 14 febbraio 2015 ad Altenberg, in Germania, sul DKB-Eiskanal, il tracciato dove si svolse la rassegna iridata juniores del 2007. La località sassone situata al confine con la Repubblica Ceca ha quindi ospitato le competizioni mondiali di categoria per la seconda volta nel singolo maschile e in quello femminile.

## Risultati

### Singolo uomini
La gara si è disputata il 14 febbraio 2015 nell'arco di due manches e hanno preso parte alla competizione 18 atleti in rappresentanza di 8 differenti nazioni.
| Pos.            | Atleti                | Nazione  | Tempo   | Distacco |
| --------------- | --------------------- | -------- | ------- | -------- |
|                 | Christopher Grotheer  | Germania | 1:53.27 |          |
| Nikita Tregubov | Russia                | 1:53.27  |         |          |
|                 | Raphael Maier         | Austria  | 1:53.42 | +0.15    |
| 4               | Kilian von Schleinitz | Germania | 1:53.43 | +0.16    |
| 5               | Martin Rosenberger    | Germania | 1:53.85 | +0.58    |
| 6               | Mattia Gaspari        | Italia   | 1:54.24 | +0.97    |
| 7               | Pavel Kulikov         | Russia   | 1:54.63 | +1.36    |
| 8               | Stefan Geisler        | Austria  | 1:56.46 | +3.19    |
| 9               | Ivo Steinbergs        | Lettonia | 1:56.76 | +3.49    |
| 10              | Ruslan Sabitov        | Russia   | 1:57.12 | +3.85    |

### Singolo donne
La gara si è disputata il 14 febbraio 2015 nell'arco di due manches e hanno preso parte alla competizione 12 atlete in rappresentanza di 7 differenti nazioni.
| Pos. | Atlete              | Nazione     | Tempo   | Distacco |
| ---- | ------------------- | ----------- | ------- | -------- |
|      | Jacqueline Lölling  | Germania    | 1:55.82 |          |
|      | Maxi Just           | Germania    | 1:57.88 | +2.06    |
|      | Carina Mair         | Austria     | 1:57.96 | +2.14    |
| 4    | Lelde Priedulēna    | Lettonia    | 1:58.14 | +2.32    |
| 5    | Anna Fernstädt      | Germania    | 1:58.35 | +2.53    |
| 6    | Julija Kanakina     | Russia      | 1:58.51 | +2.69    |
| 7    | Anastasija Novikova | Russia      | 1:59.71 | +3.89    |
| 8    | Elena Nikitina      | Russia      | 1:59.72 | +3.90    |
| 9    | Johanna Balassa     | Austria     | 2:00.61 | +4.79    |
| 10   | Kimberley Bos       | Paesi Bassi | 2:00.73 | +4.91    |

## Medagliere
| Posizione | Nazione  | Oro | Argento | Bronzo | Totale |
| --------- | -------- | --- | ------- | ------ | ------ |
| 1         | Germania | 2   | 1       | 0      | 3      |
| 2         | Russia   | 1   | 0       | 0      | 1      |
| 3         | Austria  | 0   | 0       | 2      | 2      |
| Totale    | Totale   | 3   | 1       | 2      | 6      |